# Гавена (Фиренца)
Гавена је насеље у Италији у округу Фиренца, региону Тоскана.
Према процени из 2011. у насељу је живело 49 становника. Насеље се налази на надморској висини од 24 м.